# Pure (Ardennes)
Pure ist eine französische Gemeinde mit 563 Einwohnern (Stand: 1. Januar 2022) im Département Ardennes in der Region Grand Est. Der Ort gehört zum Arrondissement Sedan und zum Kanton Carignan. Zudem ist die Gemeinde Teil des 1994 gegründeten Gemeindeverbands Portes du Luxembourg. Die Bewohner nennen sich Purotins/Purotines.

## Geographie
Pure liegt am Fluss Aulnois rund 17 Kilometer ostsüdöstlich von Sedan im Osten des Départements Ardennes an der Grenze zu Belgien. Die Gemeinde besteht aus dem Dorf Pure und wenigen Einzelgehöften. Im Norden der Gemeinde an der Grenze zu Belgien liegt das Waldgebiet Bois de Pure.
Nachbargemeinden sind der Ortsteil Lambermont der belgischen Gemeinde Florenville im Norden, Matton-et-Clémency im Osten und Südosten, Osnes im Südwesten sowie Messincourt im Westen.   

## Geschichte
Die Gemeinde gehörte von 1793 bis 1801 zum Distrikt Sedan. Von 1801 bis 1926 war sie Teil des Arrondissements Sedan. Danach war sie von 1926 bis 1942 dem Arrondissement Mézières zugeteilt. Seit 1942 wieder dem Arrondissement Sedan. Von 1793 bis 1801 gehörte der Ort zum Kanton Yvoy. Seither liegt die Gemeinde innerhalb des Kantons Carignan. 

## Bevölkerungsentwicklung
| Jahr                       | 1793 | 1800 | 1876 | 1911 | 1921 | 1954 | 1962 | 1968 | 1975 | 1982 | 1990 | 1999 | 2006 | 2012 |
| Einwohner                  | 388  | 282  | 767  | 541  | 488  | 799  | 698  | 696  | 694  | 651  | 619  | 585  | 620  | 636  |
| Quellen: Cassini und INSEE |      |      |      |      |      |      |      |      |      |      |      |      |      |      |

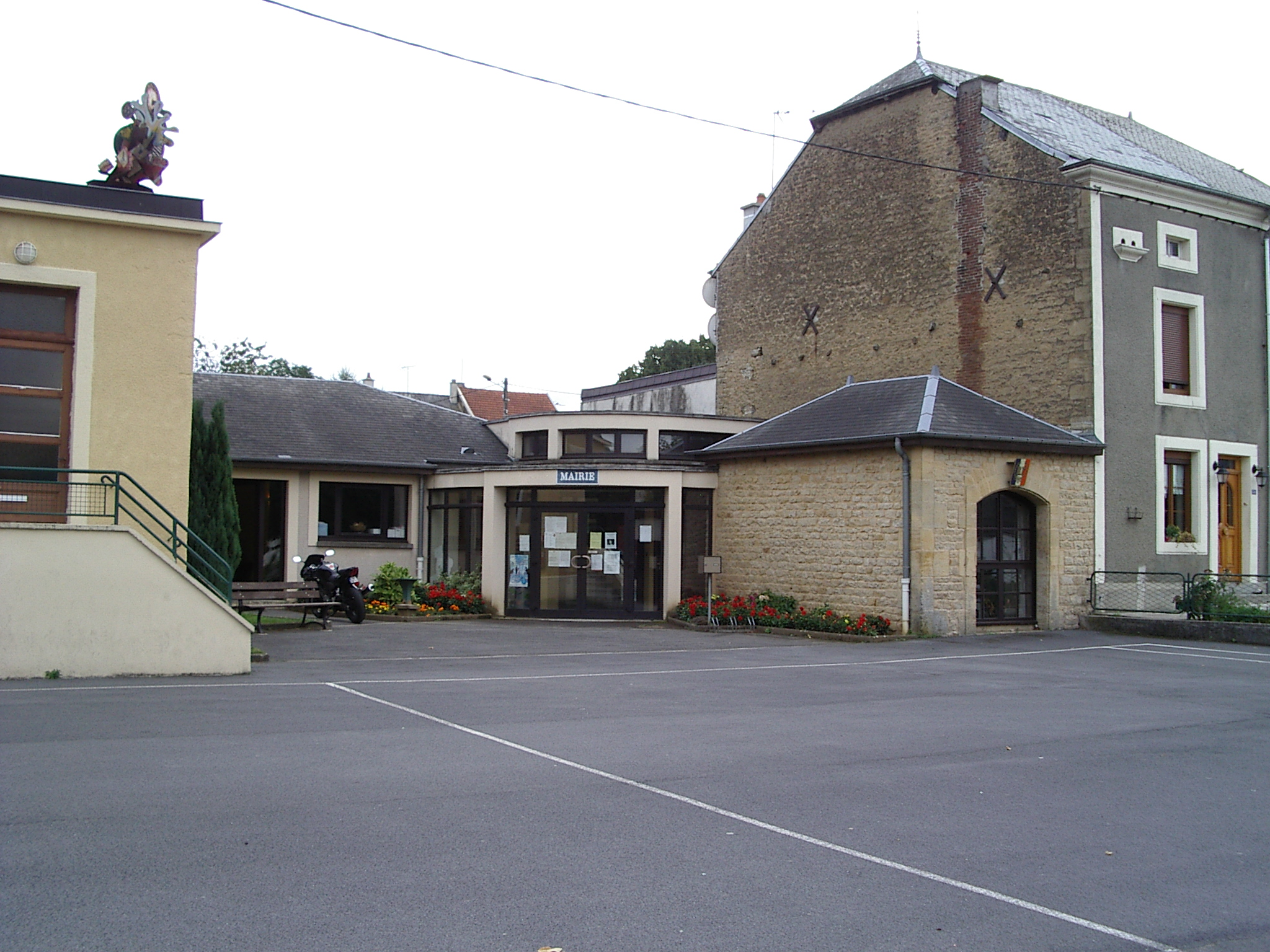
Rathaus (Mairie) von Pure
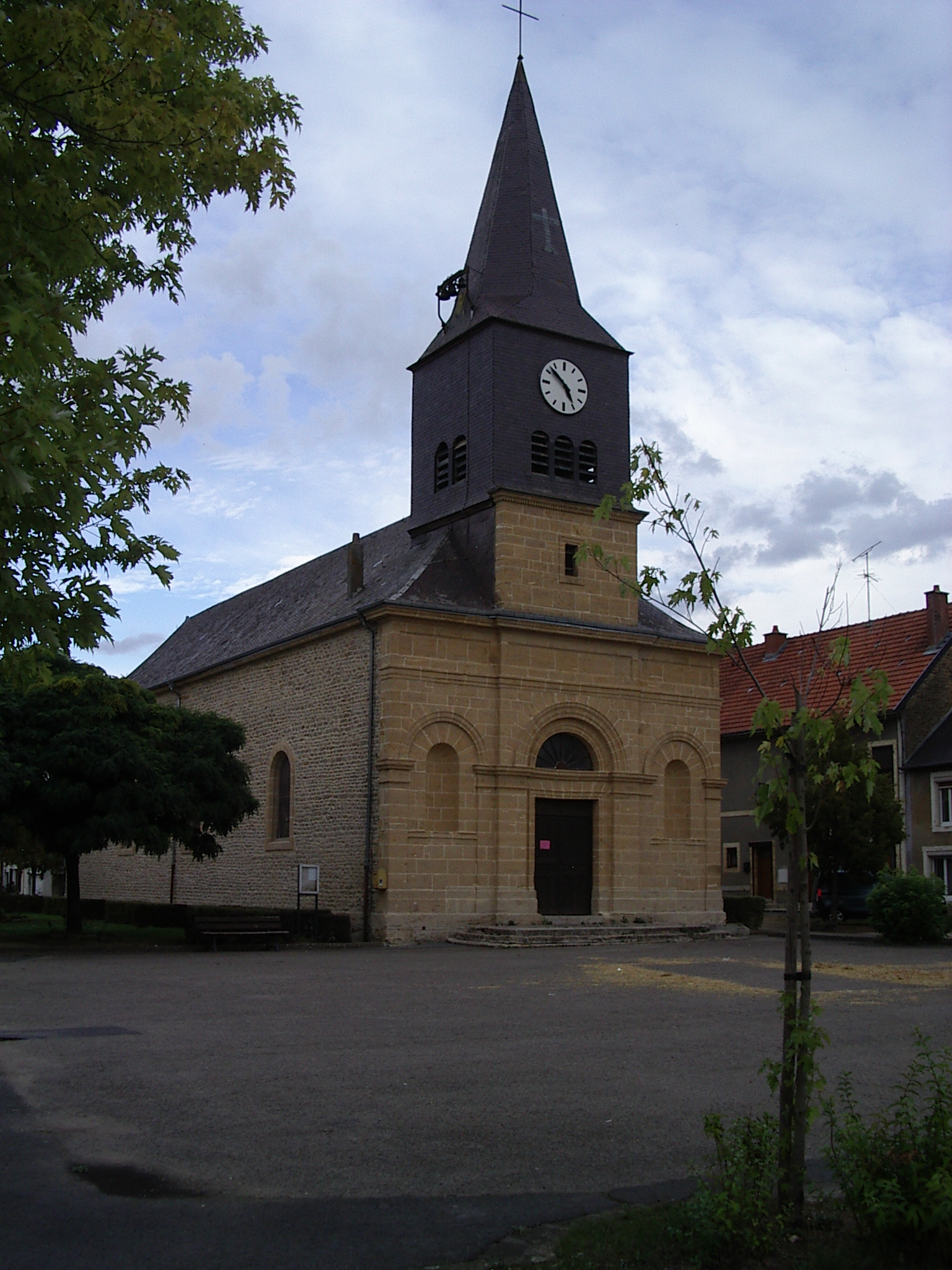
Dorfkirche Saint-Martin
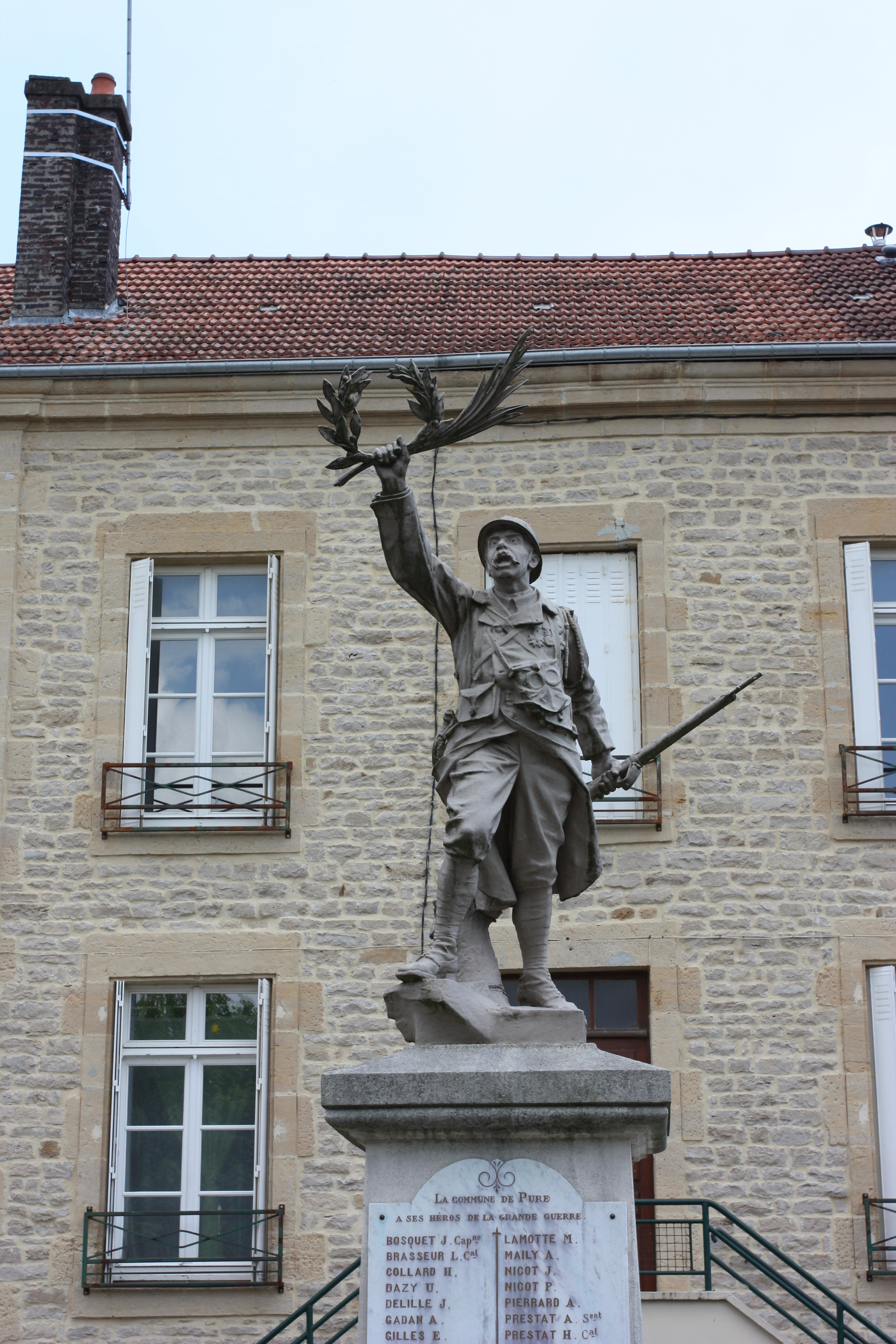
Denkmal für die Gefallenen
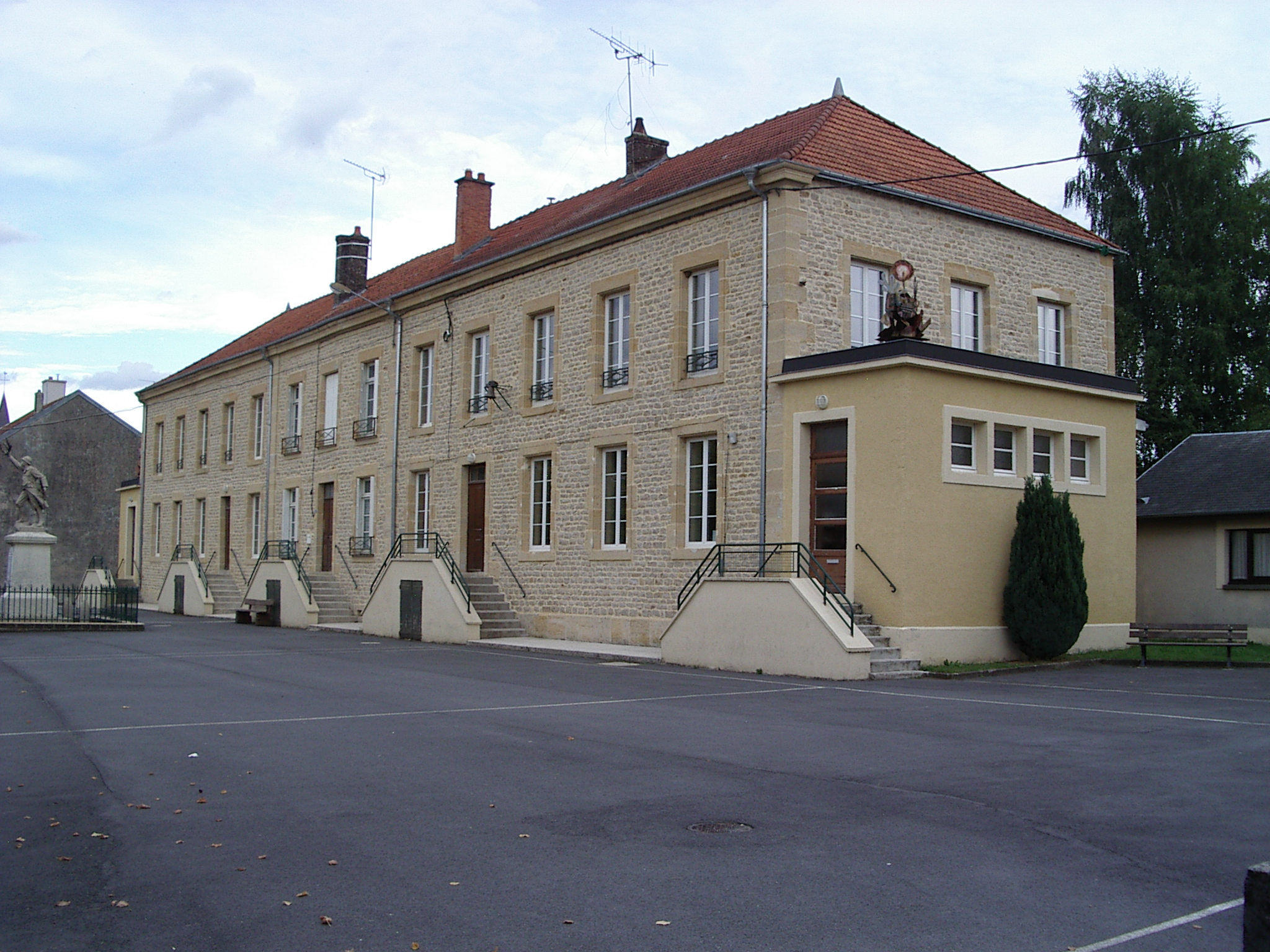
Dorfschule von Pure
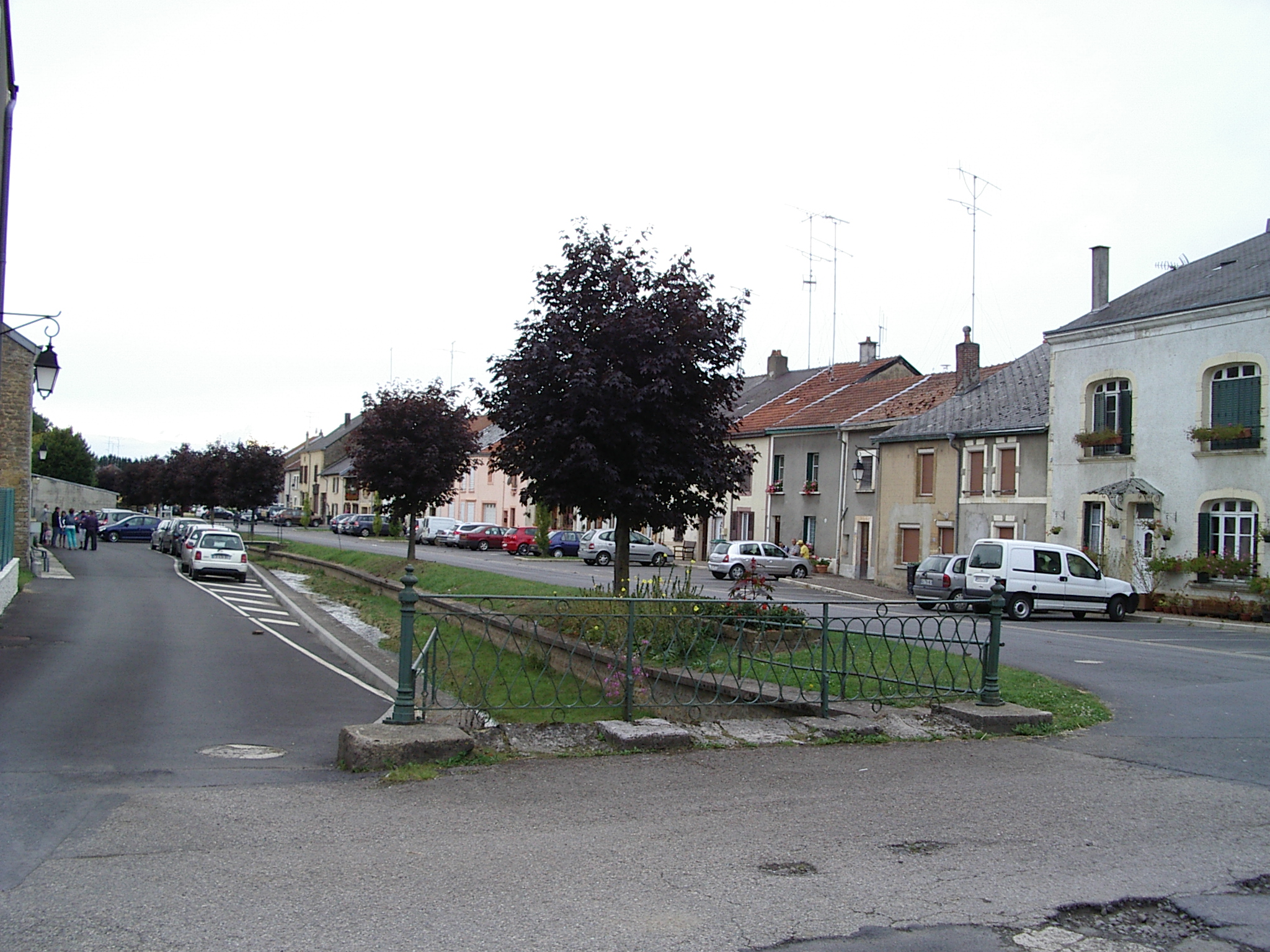
Teilansicht des Dorfs